# Towarzystwo ku podniesieniu muzyki kościelnej
Towarzystwo ku podniesieniu muzyki kościelnej – polskie towarzystwo muzyczne, pierwsze polskie towarzystwo tego rodzaju w Poznaniu i na terenie zaboru pruskiego.
Organizacja powstała w 1840 z inicjatywy Maksymilina Brauna i Jana Chrzciciela Kiszwaltera. Głównym celem jej istnienia była pomoc skromnej liczebnie kapeli poznańskiej Fary, która we wcześniejszych latach artystycznie podupadła, m.in. z braku zainteresowania niektórych proboszczów. Towarzystwo wspomagało kapelę zarówno w kwestii chóralnej, jak i własną orkiestrą. Działało prężnie do 1844, czyli do śmierci Kiszwaltera. Potem nastąpił okres stagnacji. Zamknięto je około 20 września 1849, o czym doniosła Gazeta Polska. Przyczyną upadku mógł być brak wsparcia ze strony rządców farnych. Maksymilian Braun założył w tym czasie Towarzystwo Harmonia (1848-1852) o świeckim charakterze.
W skład zarządu towarzystwa wchodzili: Maksymilian Braun, Jan Chrzciciel Kiszwalter, Kazimierz Stęszewski (skarbnik) i osoba o nazwisku Krzyszkowski (sekretarz).